# Šmartno pri Litiji község
Šmartno pri Litiji község (szlovén nyelven Občina Šmartno pri Litiji) Szlovénia 212 alapfokú közigazgatási egységének, azaz községének egyike a Közép-Szlovénia statisztikai régióban. Adminisztratív központja Šmartno pri Litiji város. A község a történelmi Alsó-Krajna régió része.

## A községhez tartozó települések
A községhez Šmartno pri Litiji székhelyen kívül a következő települések tartoznak:
- Bogenšperk
- Bukovica pri Litiji
- Cerovica
- Črni Potok
- Dolnji Vrh
- Dragovšek
- Dvor
- Gornji Vrh
- Gozd–Reka
- Gradišče
- Gradišče pri Litiji
- Gradiške Laze
- Jablaniške Laze
- Jablaniški Potok
- Jastrebnik
- Javorje
- Jelša
- Ježce
- Ježni Vrh
- Kamni Vrh pri Primskovem
- Koške Poljane
- Leskovica pri Šmartnem
- Liberga
- Lupinica
- Mala Kostrevnica
- Mala Štanga
- Mihelca
- Mišji Dol
- Mulhe
- Obla Gorica
- Podroje
- Poljane pri Primskovem
- Preska nad Kostrevnico
- Primskovo
- Račica
- Razbore
- Riharjevec
- Ščit
- Selšek
- Sevno
- Spodnja Jablanica
- Štangarske Poljane
- Stara Gora pri Velikem Gabru
- Velika Kostrevnica
- Velika Štanga
- Vinji Vrh
- Vintarjevec
- Višnji Grm
- Volčja Jama
- Vrata
- Zagrič
- Zavrstnik
- Zgornja Jablanica

## Népesség
| Lakosok száma | 5404 | 5391 | 5472 | 5537 | 5532 | 5538 | 5539 | 5546 | 5629 | 5672 |
|               | 2008 | 2009 | 2011 | 2012 | 2013 | 2015 | 2016 | 2017 | 2019 | 2020 |